# 天全槭
天全槭（学名：Acer sutchuenense ssp. tienchuanense）为槭树科槭属下的一个亚种。

## 扩展阅读
- 維基物種上的相關：天全槭